# Allensbach
Allensbach (ⓘ) ist eine Gemeinde am Bodensee im baden-württembergischen Landkreis Konstanz in Deutschland.
Überregional ist der Ort als Sitz des Instituts für Demoskopie Allensbach bekannt.

## Geographie

### Lage
Allensbach liegt zwischen Konstanz und Radolfzell. Der Kernort liegt direkt am Ufer des Gnadensee genannten Teils des Bodensees gegenüber der Insel Reichenau. Die Gesamtgemeinde erstreckt sich vom Gnadensee über den Bodanrück bis zum Überlinger See in einer Höhe von 397 bis ca. 580 m ü. NHN.

### Gemeindegliederung
Zur Gemeinde Allensbach mit den früher selbstständigen Gemeinden Hegne, Kaltbrunn und Langenrain gehören 16 Dörfer, Weiler, Höfe und Häuser. Die eingegliederten ehemaligen Gemeinden bilden die Ortschaften im Sinne der baden-württembergischen Gemeindeordnung Hegne, Kaltbrunn und Langenrain-Freudental.
Zur Gemeinde Allensbach in den Grenzen von 1973 gehört nur das Dorf Allensbach. Zur ehemaligen Gemeinde Hegne gehören das Dorf Hegne, Schloss Hegne und die Häuser Adelheiden, Bahnstation Hegne an der Strecke Singen–Konstanz und Wochenendhaus am See. Zur ehemaligen Gemeinde Kaltbrunn gehören das Dorf Kaltbrunn, die Höfe Gemeinmerk, Türrainhöfe, Waldburgahöfe und das Haus Fischerhaus. Zur ehemaligen Gemeinde Langenrain zählten die Dörfer Langenrain und Freudental sowie die Höfe Höfen, Kargegg und Stöckenhof.

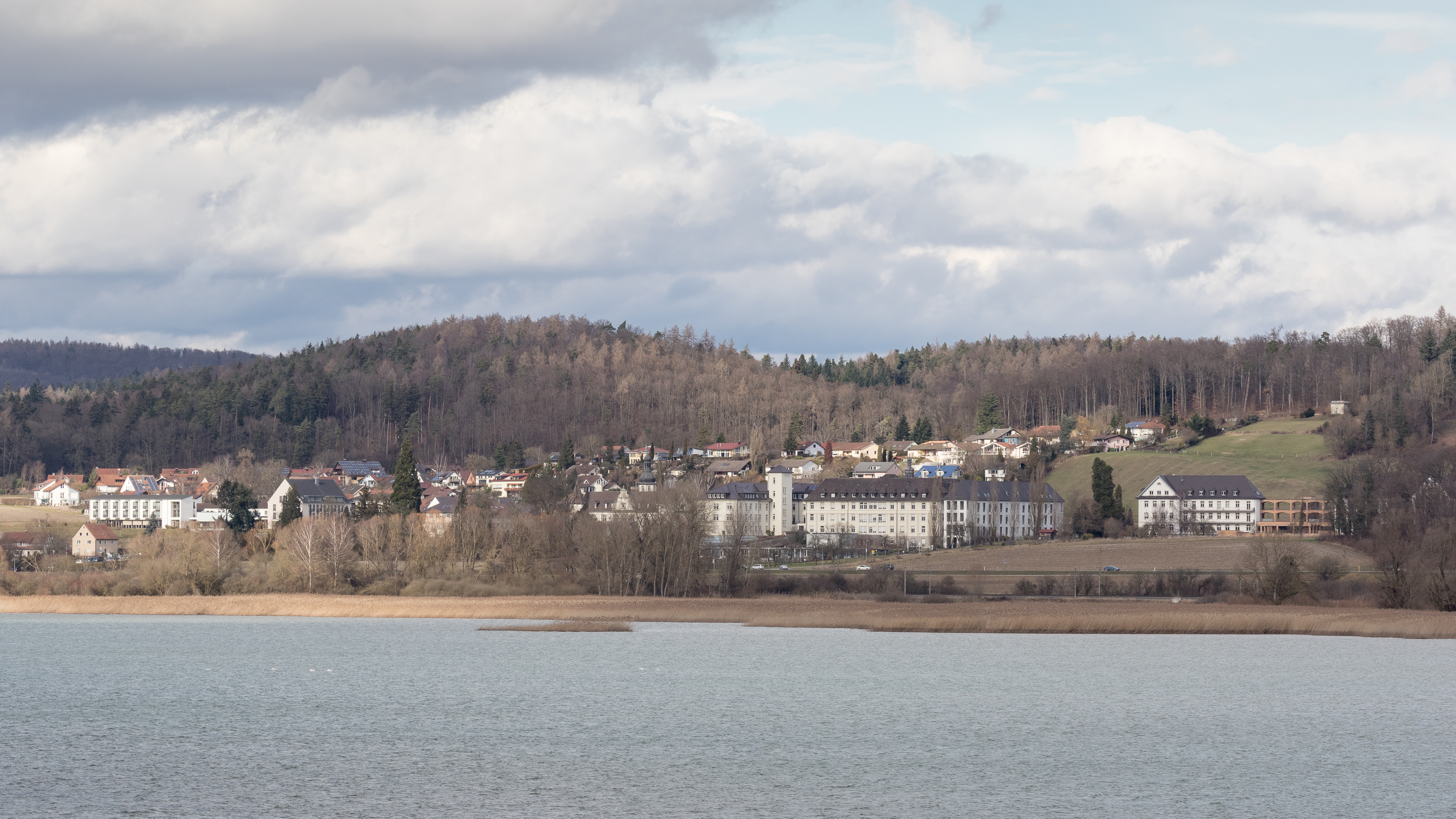
Blick auf Hegne mit dem gleichnamigen Kloster vom Damm zur Reichenau

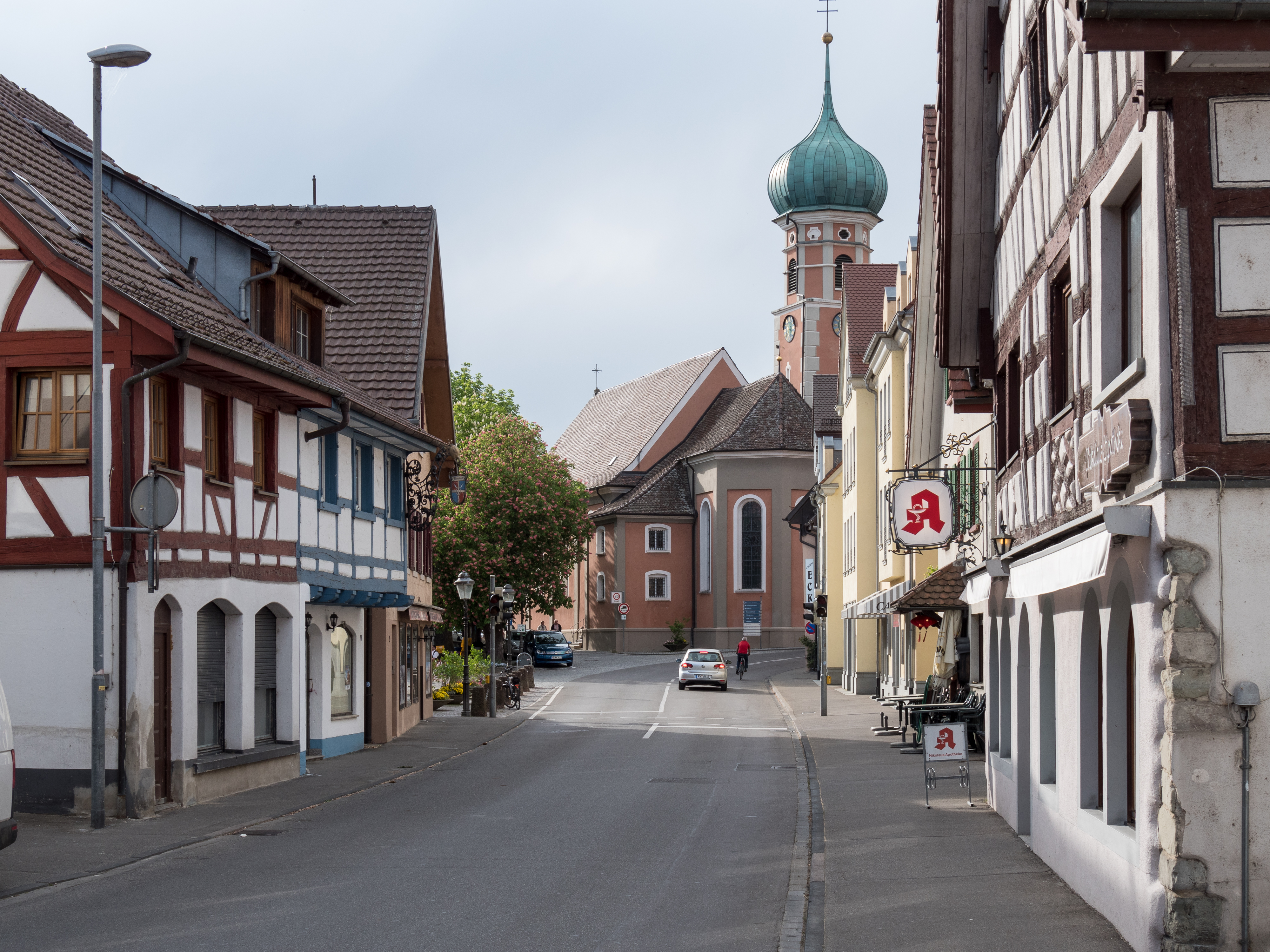
Konstanzer Straße und St. Niklaus-Kirche in Allensbach

In der Gemeinde Allensbach befinden sich mit Stand von 1973 die Wüstungen Azenhausen, Buchenhausen, Eigenhofen, Kappel, Pfahlstetten und Weildorf. Im Gebiet der ehemaligen Gemeinde Kaltbrunn liegt der abgegangene Hof Hinter Honberg. Der Storkenhof im Gebiet der ehemaligen Gemeinde Langenrain ist in Langenrain aufgegangen.

## Geschichte

### Vor- und Frühgeschichte
Die Gemarkung Allensbach war bereits in vor- und frühgeschichtlicher Zeit Siedlungsraum, es finden sich sowohl prähistorische Pfahlbauten als auch Spuren aus der Römerzeit. So wurden beim Bau der Erdgasleitung Rottweil–Konstanz östlich des Mindelsees, nahe westlich des Stöckenhofs (Gemarkung Langenrain), Teile der Grundmauer einer Villa rustica angeschnitten und 1979 freigelegt. Die Fundstelle der Pfahlbausiedlung im Strandbad ist seit 2011 Bestandteil des UNESCO-Weltkulturerbes Prähistorische Pfahlbauten um die Alpen.

#### Der Steinzeitdolch von Allensbach

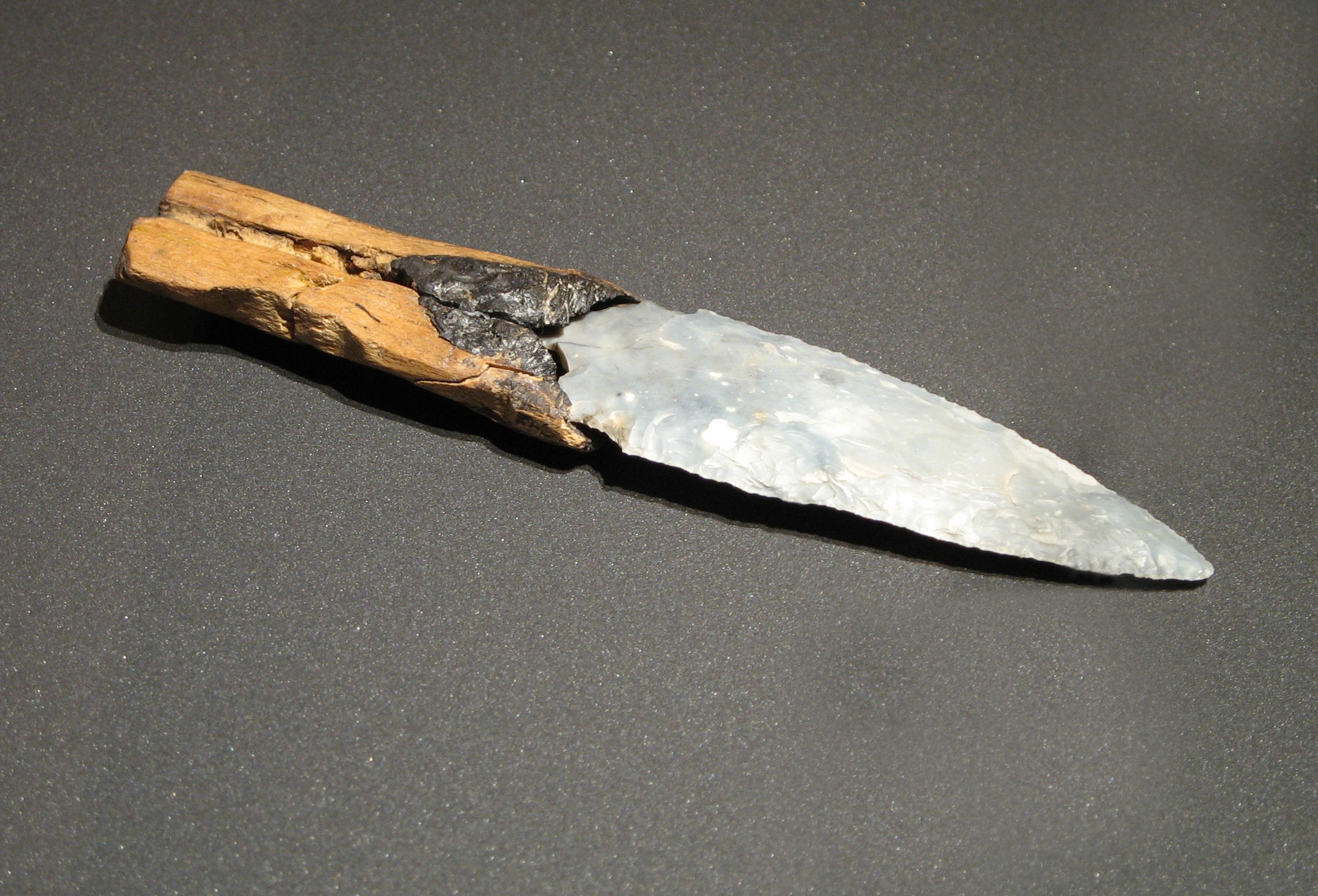
Steinzeitdolch aus Allensbach

Im Winterhalbjahr 2002/2003 wurde der Bauplatz eines neuen Gebäudes auf dem Allensbacher Campingplatz von Archäologen der Arbeitsstelle für Unterwasser- und Feuchtbodenarchäologie in Hemmenhofen untersucht. Etwa 1,5 m unter der heutigen Oberfläche stieß man auf Reste einer Pfahlbausiedlung, die an dieser Stelle gegründet worden war.
Das dort geborgene Fundmaterial hielt mehrere Überraschungen bereit, vor allem einen langen, perfekt gearbeiteten Feuersteindolch mit vollständig erhaltenem Holzgriff aus Holunderholz. Bis heute hat man nur bei der Ausrüstung des „Ötzi“, der berühmten Gletschermumie vom Tisenjoch, einen ähnlichen Dolch samt erhaltener Schäftung gefunden. Wie der Dolch des „Ötzi“ ist auch die Allensbacher Dolchklinge nicht aus einheimischem Rohmaterial, sondern aus qualitätvollem oberitalienischem Feuerstein hergestellt. Die Feuersteinklinge belegt zusammen mit anderen Importfunden, dass die Pfahlbautenbewohner vom Bodensee schon vor rund 5000 Jahren regelmäßige Kontakte zum südlichen Alpenraum nach Norditalien pflegten.

### Alemannen und Mittelalter
Allensbach ist als alemannisches Dorf spätestens im 4. Jahrhundert entstanden. Benannt wurde es nach einem alemannischen Stammesführer namens Alahol, der mit seiner Sippe am – vermutlich – heutigen Mühlenbach lebte.
Erstmals als Alaspach erwähnt wird das Dorf 724 in der Gründungsurkunde des Klosters Reichenau, zu dessen Erstausstattung es gehörte. Als Anlegestelle der Reichenaufähre und als Marktflecken nahm es eine Sonderstellung ein. Der Allensbacher Markt gehört neben dem Konstanzer und dem Rorschacher zu den ältesten nachweisbaren im Bodenseegebiet. Im Mittelalter besaß es Stadtrechte und eine Stadtmauer.

### Neuzeit und Gegenwart
Im 16. Jahrhundert kam Allensbach in den Besitz des Hochstifts Konstanz, das zum Schwäbischen Reichskreis gehörte. Im Dreißigjährigen Krieg wurde Allensbach wiederholt besetzt, geplündert und angezündet. Die früher einmal belegten Stadtrechte gingen in den Kriegswirren unter. Bis heute ruhen die Stadtrechte – weder wurden sie aberkannt noch wieder anerkannt.
Eine Hinrichtungsstätte aus der frühen Neuzeit (16.–18. Jahrhundert) wurde 2020 bei Straßenbauarbeiten zwischen Allensbach und Hegne entdeckt und archäologisch dokumentiert.
1803 erlebte Allensbach den letzten Besitzerwechsel und kam zum Großherzogtum Baden.
Die heutige Gemeinde Allensbach entstand am 1. Januar 1975 durch Vereinigung der Gemeinden Allensbach und Hegne. Bereits am 1. Juli 1974 wurden die Gemeinden Kaltbrunn und Langenrain nach Allensbach eingemeindet. Die ehemalige Gemeinde Freudental wurde bereits 1938 mit Langenrain vereinigt.

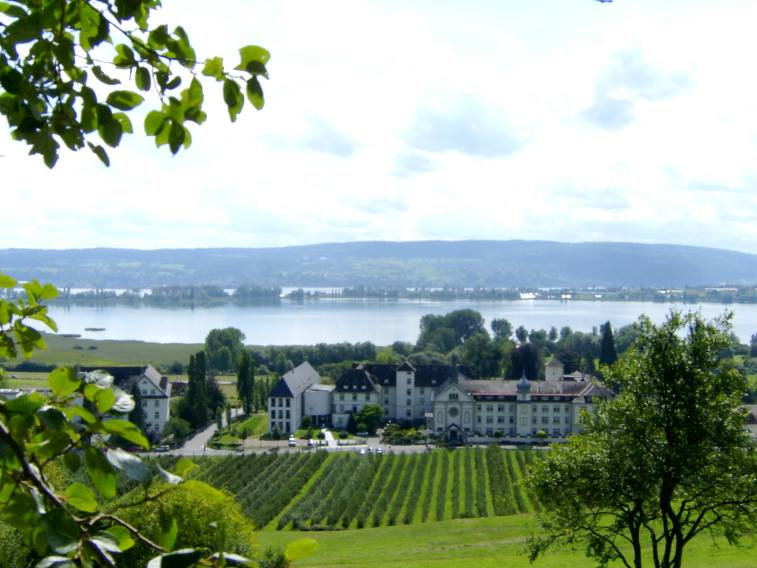
Blick vom Norden auf Kloster Hegne mit dem Gnadensee, im Hintergrund der Damm zur Insel Reichenau und der Seerücken

## Religionen
Aufgrund der Zugehörigkeit zum Hochstift Konstanz ist die Reformation an Allensbach vorbeigegangen. So ist auch heute noch die Mehrheit der Bewohner katholisch, und im Kernort sowie in Hegne gibt es römisch-katholische Kirchen. Seit 1955 gibt es auch eine evangelische Kirche im Ort.
In Hegne befindet sich das Kloster Hegne der Barmherzigen Schwestern vom heiligen Kreuz und der Sitz der Ordensprovinz Baden-Württemberg dieser Kongregation. Die Schwestern betreiben das Tagungs- und Gästehaus St. Elisabeth, die Schule Marianum und das Altenpflegeheim Maria Hilf.

## Politik

### Verwaltungsgemeinschaft
Allensbach verbindet eine vereinbarte Verwaltungsgemeinschaft mit Reichenau und Konstanz.

### Gemeinderat
In Allensbach wird der Gemeinderat nach dem Verfahren der unechten Teilortswahl gewählt. Dabei kann sich die Zahl der Gemeinderäte durch Überhangmandate verändern. Der Gemeinderat besteht aus den 19 gewählten ehrenamtlichen Gemeinderäten und dem Bürgermeister als Vorsitzendem. Der Bürgermeister ist im Gemeinderat stimmberechtigt.
Die Kommunalwahl am 9. Juni 2024 führte zu folgendem Ergebnis:
| Parteien und Wählergemeinschaften | Parteien und Wählergemeinschaften           | % 2024  | Sitze 2024 | % 2019  | Sitze 2019 | Kommunalwahl 2024 %50403020100 41,25 %24,47 %23,80 %n. k. %10,48 %n. k. % CDUFWGrüneBLAFDPSPDGewinne und Verlusteim Vergleich zu 2019 %p 25 20 15 10 5 0 −5−10−15−20+0,45 %p−1,23 %p+23,80 %p−16,1 %p+7,18 %p−14,1 %pCDUFWGrüneBLAFDPSPD |
| CDU                               | Christlich Demokratische Union Deutschlands | 41,25   | 8          | 40,8    | 8          | Kommunalwahl 2024 %50403020100 41,25 %24,47 %23,80 %n. k. %10,48 %n. k. % CDUFWGrüneBLAFDPSPDGewinne und Verlusteim Vergleich zu 2019 %p 25 20 15 10 5 0 −5−10−15−20+0,45 %p−1,23 %p+23,80 %p−16,1 %p+7,18 %p−14,1 %pCDUFWGrüneBLAFDPSPD |
| FW                                | Freie Wähler                                | 24,47   | 5          | 25,7    | 5          | Kommunalwahl 2024 %50403020100 41,25 %24,47 %23,80 %n. k. %10,48 %n. k. % CDUFWGrüneBLAFDPSPDGewinne und Verlusteim Vergleich zu 2019 %p 25 20 15 10 5 0 −5−10−15−20+0,45 %p−1,23 %p+23,80 %p−16,1 %p+7,18 %p−14,1 %pCDUFWGrüneBLAFDPSPD |
| GRÜNE                             | Bündnis 90/Die Grünen                       | 23,80   | 4          | –       | –          | Kommunalwahl 2024 %50403020100 41,25 %24,47 %23,80 %n. k. %10,48 %n. k. % CDUFWGrüneBLAFDPSPDGewinne und Verlusteim Vergleich zu 2019 %p 25 20 15 10 5 0 −5−10−15−20+0,45 %p−1,23 %p+23,80 %p−16,1 %p+7,18 %p−14,1 %pCDUFWGrüneBLAFDPSPD |
| BL                                | Bunte Liste Allensbach                      | –       | –          | 16,1    | 3          | Kommunalwahl 2024 %50403020100 41,25 %24,47 %23,80 %n. k. %10,48 %n. k. % CDUFWGrüneBLAFDPSPDGewinne und Verlusteim Vergleich zu 2019 %p 25 20 15 10 5 0 −5−10−15−20+0,45 %p−1,23 %p+23,80 %p−16,1 %p+7,18 %p−14,1 %pCDUFWGrüneBLAFDPSPD |
| FDP                               | Freie Demokratische Partei                  | 10,48   | 2          | 3,3     | 1          | Kommunalwahl 2024 %50403020100 41,25 %24,47 %23,80 %n. k. %10,48 %n. k. % CDUFWGrüneBLAFDPSPDGewinne und Verlusteim Vergleich zu 2019 %p 25 20 15 10 5 0 −5−10−15−20+0,45 %p−1,23 %p+23,80 %p−16,1 %p+7,18 %p−14,1 %pCDUFWGrüneBLAFDPSPD |
| SPD                               | Sozialdemokratische Partei Deutschlands     | –       | –          | 14,1    | 3          | Kommunalwahl 2024 %50403020100 41,25 %24,47 %23,80 %n. k. %10,48 %n. k. % CDUFWGrüneBLAFDPSPDGewinne und Verlusteim Vergleich zu 2019 %p 25 20 15 10 5 0 −5−10−15−20+0,45 %p−1,23 %p+23,80 %p−16,1 %p+7,18 %p−14,1 %pCDUFWGrüneBLAFDPSPD |
| gesamt                            | gesamt                                      | 100,0   | 19         | 100,0   | 20         | Kommunalwahl 2024 %50403020100 41,25 %24,47 %23,80 %n. k. %10,48 %n. k. % CDUFWGrüneBLAFDPSPDGewinne und Verlusteim Vergleich zu 2019 %p 25 20 15 10 5 0 −5−10−15−20+0,45 %p−1,23 %p+23,80 %p−16,1 %p+7,18 %p−14,1 %pCDUFWGrüneBLAFDPSPD |
| Wahlbeteiligung                   | Wahlbeteiligung                             | 69,20 % | 69,20 %    | 68,19 % | 68,19 %    | Kommunalwahl 2024 %50403020100 41,25 %24,47 %23,80 %n. k. %10,48 %n. k. % CDUFWGrüneBLAFDPSPDGewinne und Verlusteim Vergleich zu 2019 %p 25 20 15 10 5 0 −5−10−15−20+0,45 %p−1,23 %p+23,80 %p−16,1 %p+7,18 %p−14,1 %pCDUFWGrüneBLAFDPSPD |

### Bürgermeister
Bürgermeister von Allensbach ist Stefan Friedrich. Er hat das Amt seit dem 8. Juli 2015 inne, nachdem er am 19. April 2015 mit 79 Prozent der Stimmen gewählt wurde. Er wurde am 23. April 2023 mit 74,2 Prozent der Stimmen für eine zweite Amtszeit wiedergewählt.
- bis 1933: Albert Keller
- 1933–1945: Josef Mayer[16]
- 1945–1948: Gottfried Mayer
- 1963–1983: Hermann Brunner
- 1983–2015: Helmut Kennerknecht (CDU)
- seit 2015: Stefan Friedrich (als Parteiloser kandidiert, später der CDU beigetreten)

### Wappen
| Wappen der Gemeinde Allensbach | Blasonierung: „Von Rot und Blau geviert durch ein mit einem goldenen (gelben) Ring beheftetes goldenes (gelbes) Kreuz, in Feld 1 und 2 je ein schräg auf die Schildmitte zuschwimmender, auf dem unteren Kreuzbalken ein pfahlweis gestellter silberner (weißer) Fisch, mit den Köpfen den Außenrand des Ringes berührend.“ |
| Wappen der Gemeinde Allensbach | Wappenbegründung: Das Kreuz im Allensbacher Wappen deutet auf die frühere Zugehörigkeit zum Kloster Reichenau hin, der Ring entstammt dem Wappen des Abtes Markus von Knöringen. Die Fische, die auf den Ring zuschwimmen, sollen auf den bedeutsamen Fischfang hinweisen. Wappensage: Die Allensbacher Wappensage berichtet, Karl Martell habe, um einen Namen für Allensbach zu finden, einen Reif in den Bach legen lassen. Der Ort sollte nach dem ersten durchschwimmenden Fisch benannt werden. Dies war ein Alet aus der Familie der Karpfen und der Ort hieß fortan Aletbach. |

Wappen der ehemaligen Gemeinden

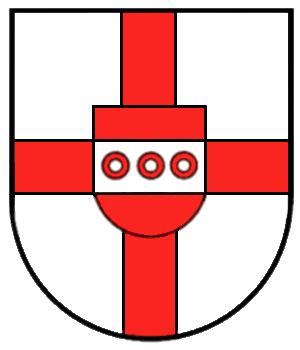
Hegne
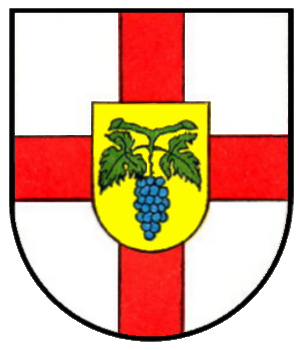
Kaltbrunn
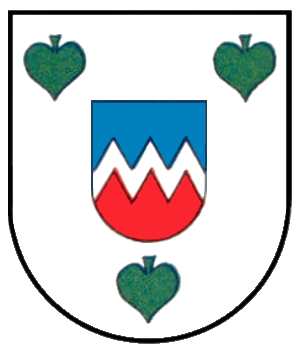
Langenrain
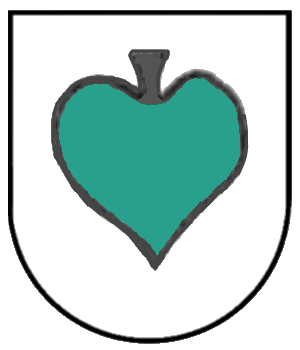
Freudental

## Kultur und Sehenswürdigkeiten

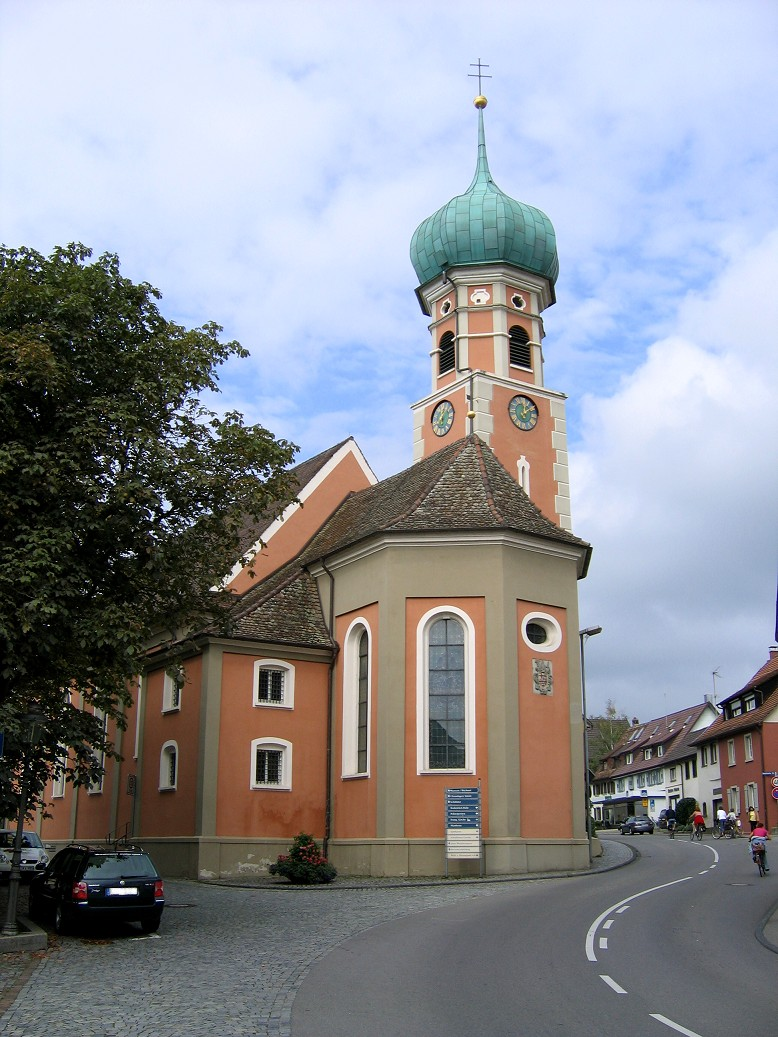
Nikolauskirche in Allensbach

### Museen
Das Heimatmuseum am Rathausplatz ist eine vom Heimatgeschichtsverein Arbeitsgemeinschaft Allensbach e. V. öffentlich gemachte Sammlung, die einen Überblick von der Jungsteinzeit (Funde im heutigen Strandbad) bis ins 20. Jahrhundert zeigt.
Das Mühlenwegmuseum informiert über den Schriftsteller und Asienreisenden Fritz Mühlenweg, der lange in Allensbach gelebt hat.

### Bauwerke
- Die barocke katholische Nikolauskirche mit ihrem 1698 erbauten Zwiebelturm und dem von 1732 bis 1735 erbauten Langschiff ist das Wahrzeichen von Allensbach. Im Inneren der Kirche befinden sich ein 1804 gefertigter Hochaltar und zwei Rokoko-Seitenaltäre aus der Zeit um 1750.
- Das Schloss Freudental im Ortsteil Freudental ist ein 1698 erbautes Barockschloss mit Giebelfassade, das als Seminar- und Tagungsstätte und als Unterkunft für Feriengäste genutzt wird.

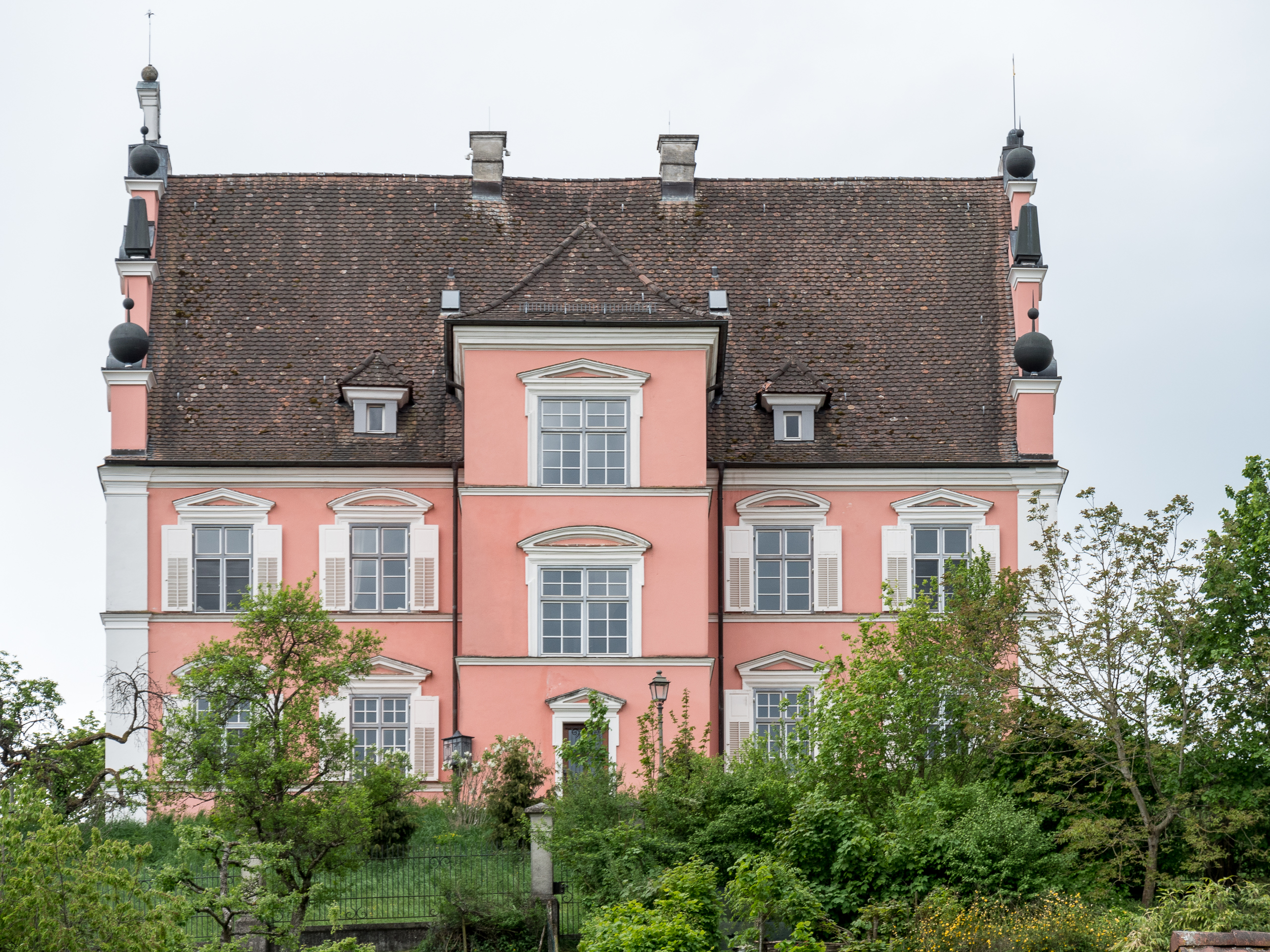
Schloss Freudental

- Das 1686 erbaute Bodmansche Barockschloss Schloss Langenrain ist heute im Privatbesitz der Familie Graf von Oppersdorff.
- Die evangelische Gnadenkirche (1955 erbaut, 1997 erweitert), das Strandbad (2004) und die Seegartenbühne (2020) sind Beispiele moderner bzw. neuerer Architektur, die schon Architektur-Auszeichnungen bekommen haben.
- Das Schloss Hegne liegt an der B33 beim Allensbacher Ortsteil Hegne. Im Jahr 1570 erstmals schriftlich erwähnt, war es zwischen 1591 und 1803 Sommerresidenz der Konstanzer Bischöfe. Von 1879 bis 1882 von Werner de Weerth aus Neuwied im Stil der Neorenaissance erheblich umgebaut, ist es heute Bestandteil eines Gebäudekomplexes, der neben dem Kloster der Barmherzigen Schwestern vom heiligen Kreuz auch verschiedene schulische und karitative Einrichtungen beherbergt (siehe auch Abschnitte „Religionen“ und „Bildungseinrichtungen“). Für die Schulen wurden im frühen 21. Jahrhundert sehenswerte Neubauten errichtet (Architekten Lederer Ragnarsdóttir Oei, 2009 bis 2022).

### Skulpturen

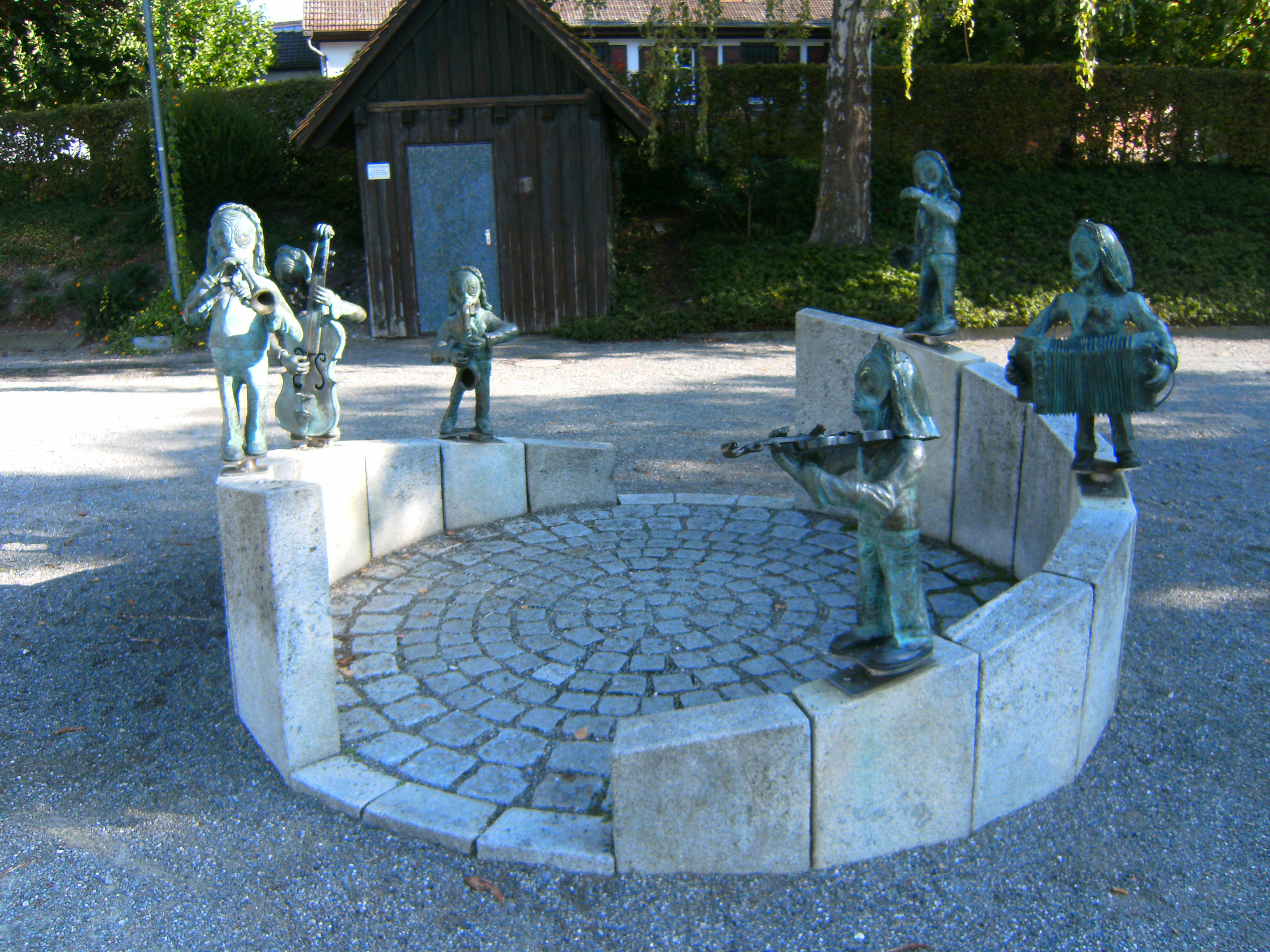
Allensbach, Lände: Figurengruppe in einer Rotunde

Am Seeufer bei der Schiffslände befindet sich eine (Fasnachts-)Figurengruppe in einer Rotunde, weitere weiter östlich in der Uferanlage.

### Naturdenkmäler

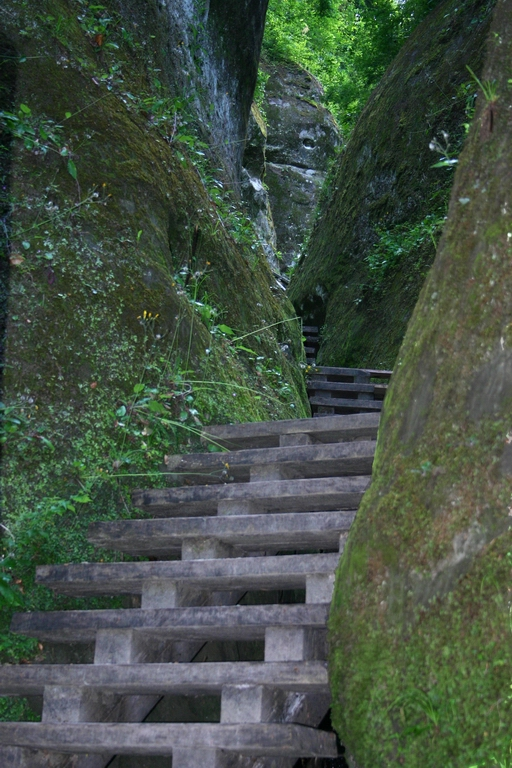
Unterer Eingang zur Marienschlucht

Auf Gemeindegebiet liegt am Südufer des Überlinger Sees die Marienschlucht.

### Regelmäßige Veranstaltungen
Alljährlich von Juli bis Oktober finden im Seegarten oder (bei Regen) im Gemeindesaal der katholischen Kirche in Allensbach die Konzerte der Reihe „JAZZ am See“ und einmal im Jahr für ein Wochenende das Seetorfest statt.

## Wirtschaft und Infrastruktur

### Verkehr

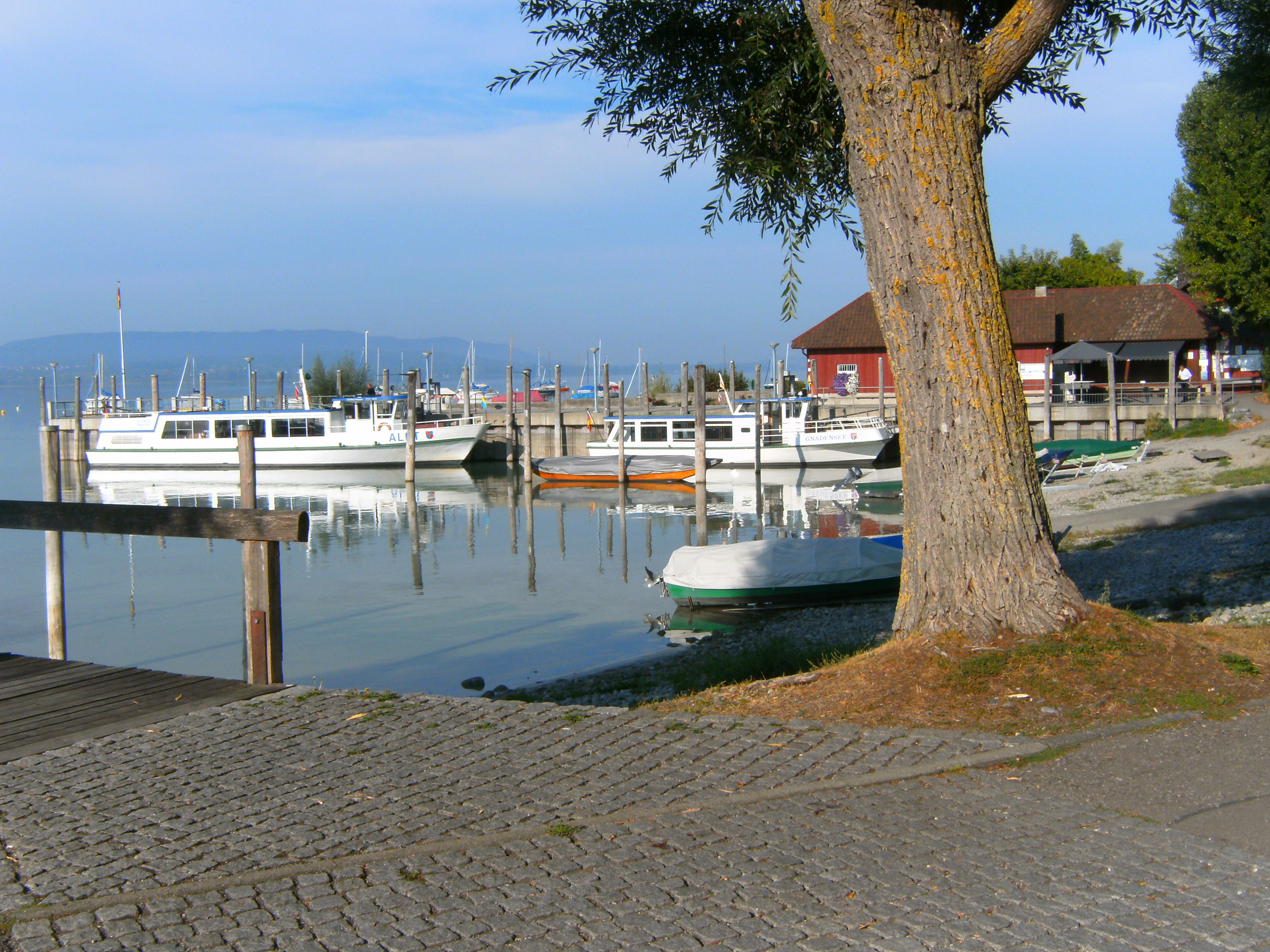
Allensbach, Schiffslände: Landesteg für das Schiff Allensbach - Reichenau

Allensbach liegt an der Hochrheinbahn und wird von der Nahverkehrslinie Seehas im Halbstundentakt bedient, welche Konstanz mit Engen verbindet. Auch Regional-Express-Züge der Schwarzwaldbahn von Karlsruhe nach Konstanz verkehren im Stundentakt. Zudem bestehen einzelne Regional-Express-Verbindungen von Konstanz nach Stuttgart. Neben dem Bahnhof Allensbach gibt es noch einen weiteren Bahnhaltepunkt bei Hegne, an dem die Seehas-Züge halten. Allensbach gehört dem Verkehrsverbund Hegau-Bodensee an.
Im Sommerhalbjahr besteht eine Personenschifffahrtsverbindung zur Insel Reichenau.
Allensbach ist an die Bundesstraße 33 angebunden, die als Umgehungsstraße am Ort vorbeiführt.
Durch eine Alltagsroute aus dem Radnetz Baden-Württemberg ist Allensbach mit Konstanz und Radolfzell verbunden. Auf ähnlicher Strecke verläuft der Bodensee-Radweg. Er umrundet als Fernradweg den Bodensee. Er ist hier zugleich ein Teil der Eurovelo-Route 15 (Rheinradweg).

### Ansässige Unternehmen
- Institut für Demoskopie Allensbach
- Kliniken Schmieder

### Bildungseinrichtungen
In Allensbach selbst und im Ortsteil Hegne gibt es jeweils eine Grundschule. Außerdem gibt es drei kommunale Kindergärten und einen römisch-katholischen Kindergarten.
Im Marianum der Barmherzigen Schwestern vom Heiligen Kreuz in Hegne sind sieben private Bildungseinrichtungen zusammengefasst: eine Realschule, ein sozialwissenschaftliches Gymnasium (SG), eine zweijährige Berufsfachschule für Hauswirtschaft und Ernährung (2BFS), ein Berufskolleg für Praktikanten (1BKSP), eine Fachschule für Sozialpädagogik (2BKSP), eine Fachschule für Organisation und Führung (FOF) und eine Berufsfachschule zum Erwerb von Zusatzqualifikationen (BFQ-E).
Die nach Allensbach benannte private Allensbach Hochschule hat ihren Sitz in Konstanz.

### Freizeit- und Sportanlagen
Eine touristische Attraktion in Allensbach ist der Wild- und Freizeitpark Allensbach.

## Bilder

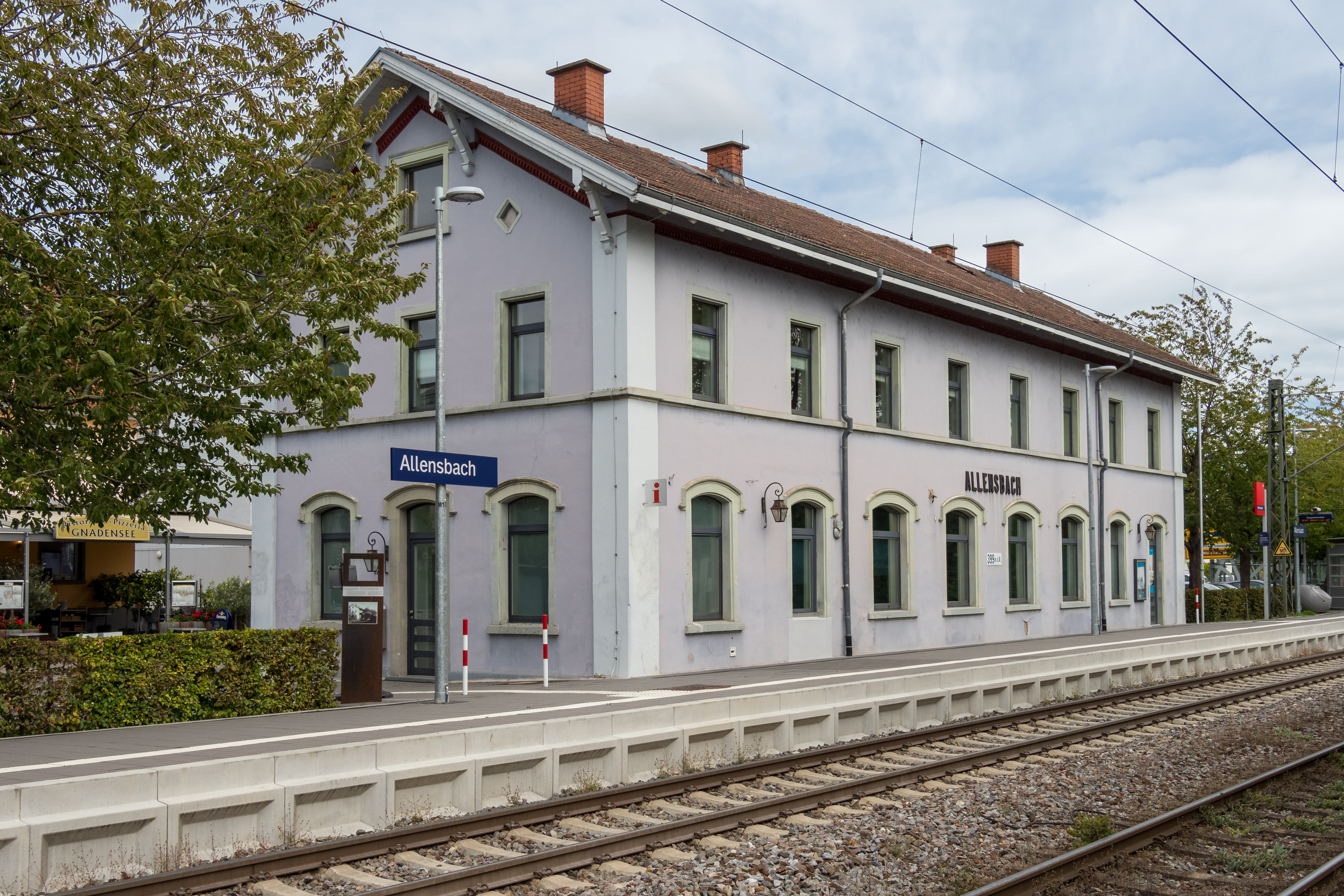
Bahnhof Allensbach
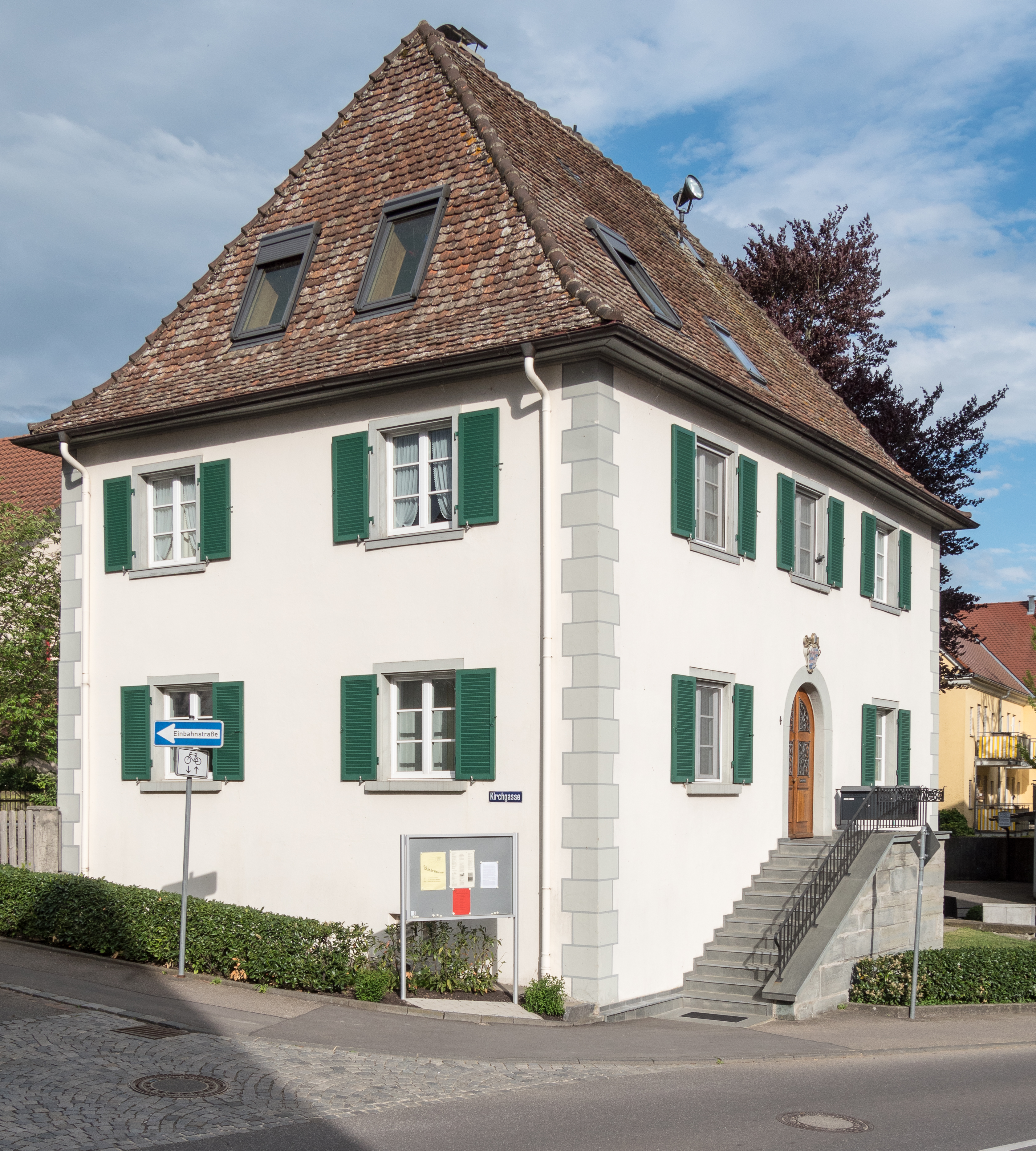
Katholisches Pfarrhaus Allensbach
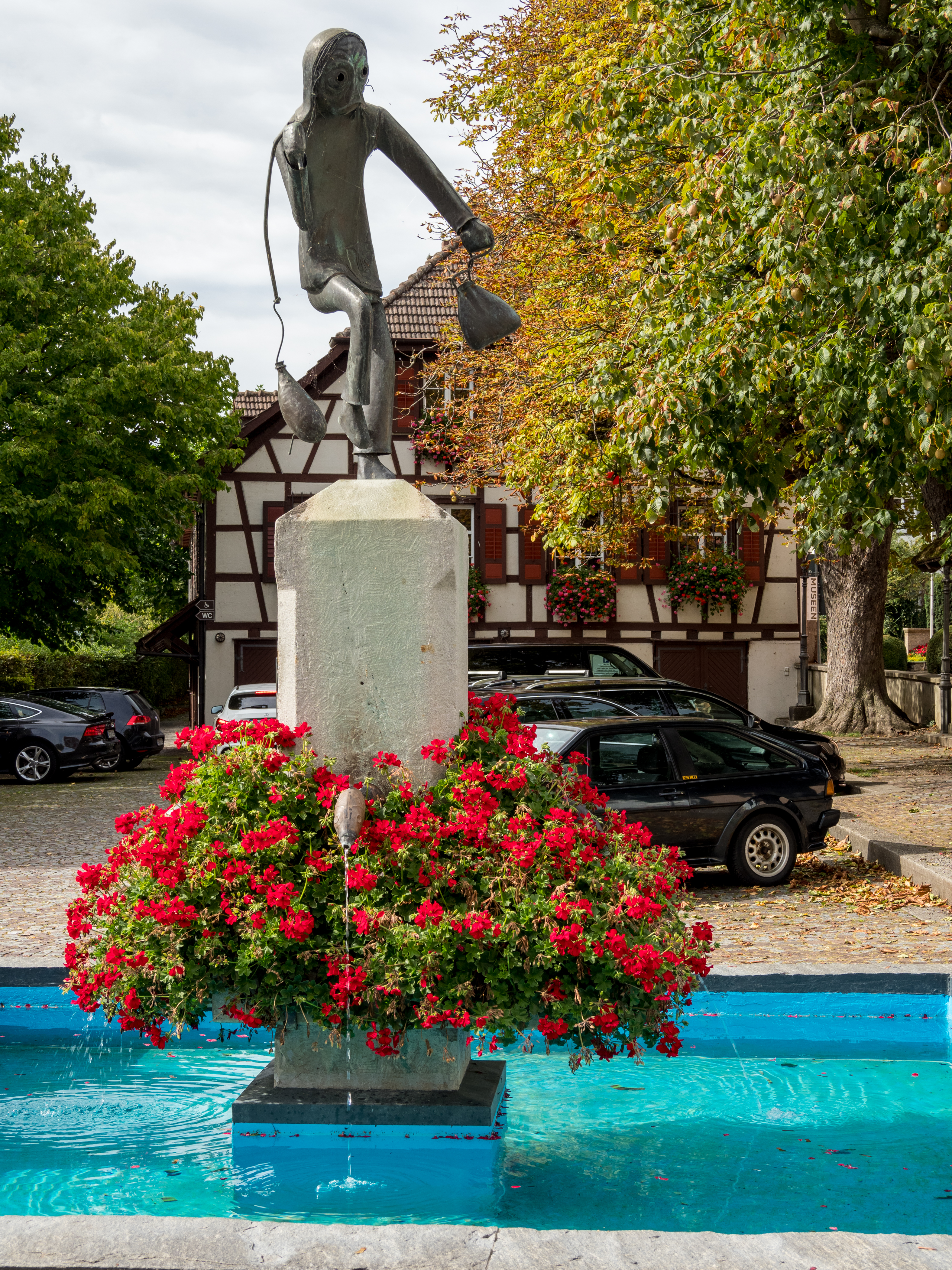
Hansele-Brunnen in Allensbach
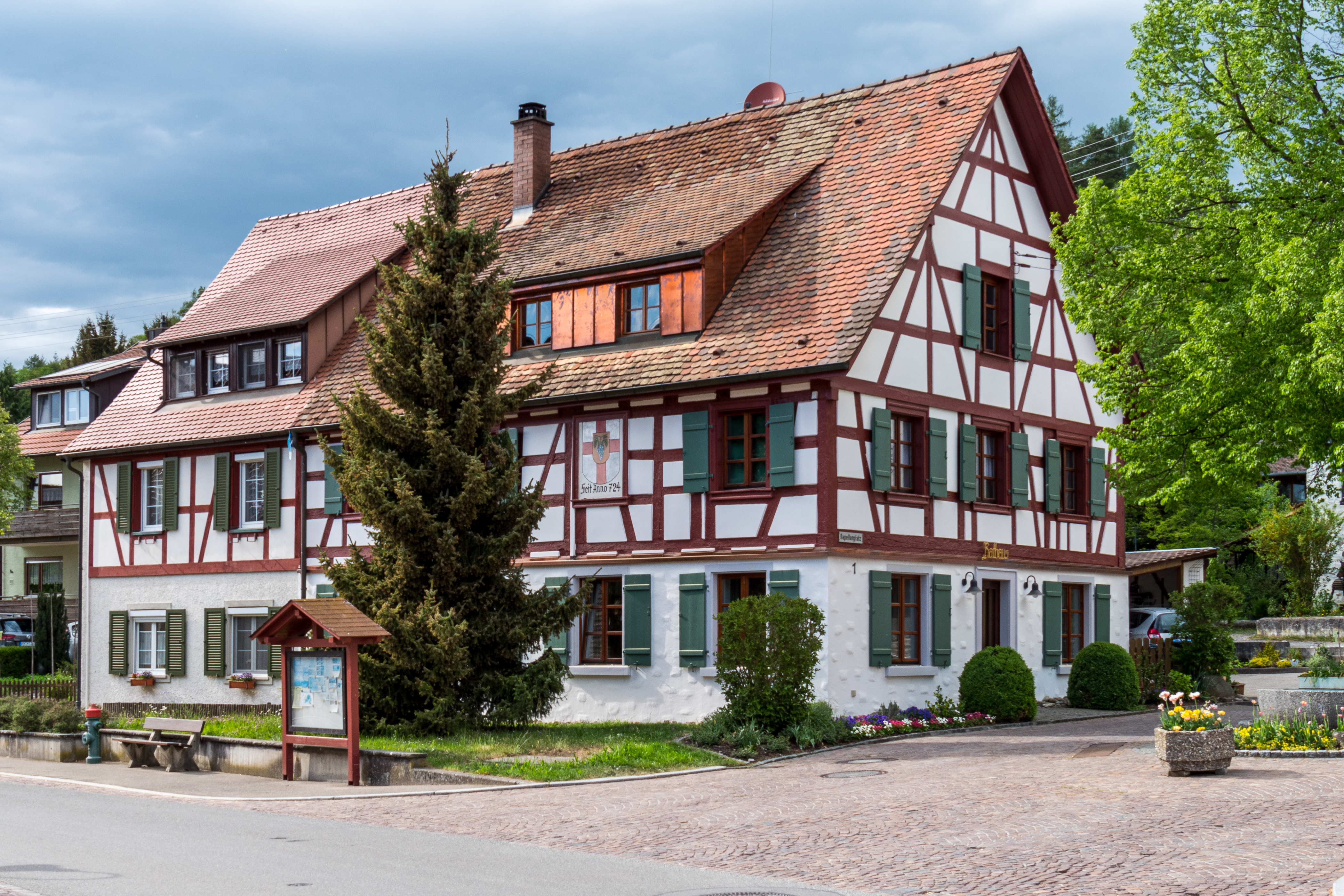
Rathaus Kaltbrunn
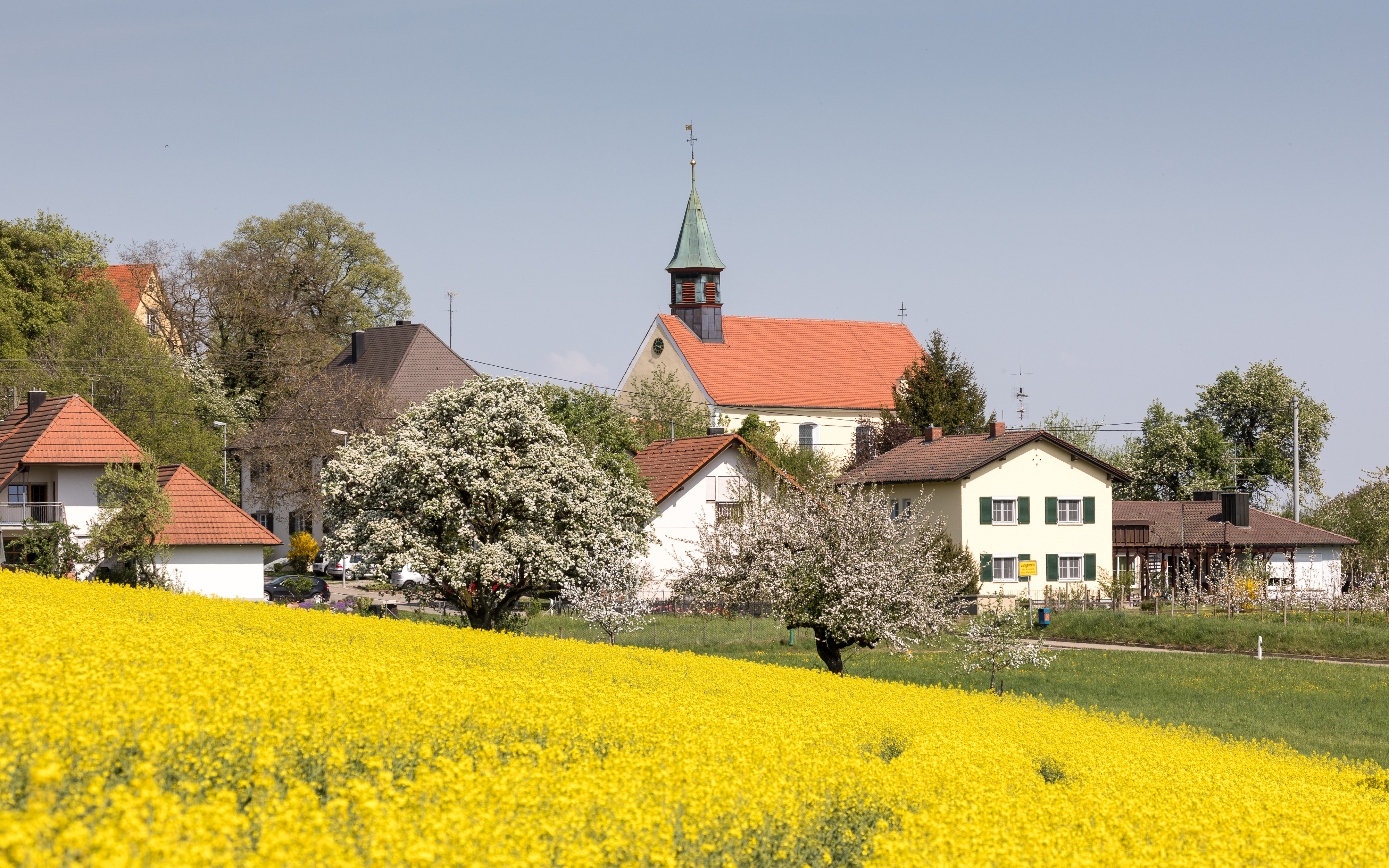
Langenrain
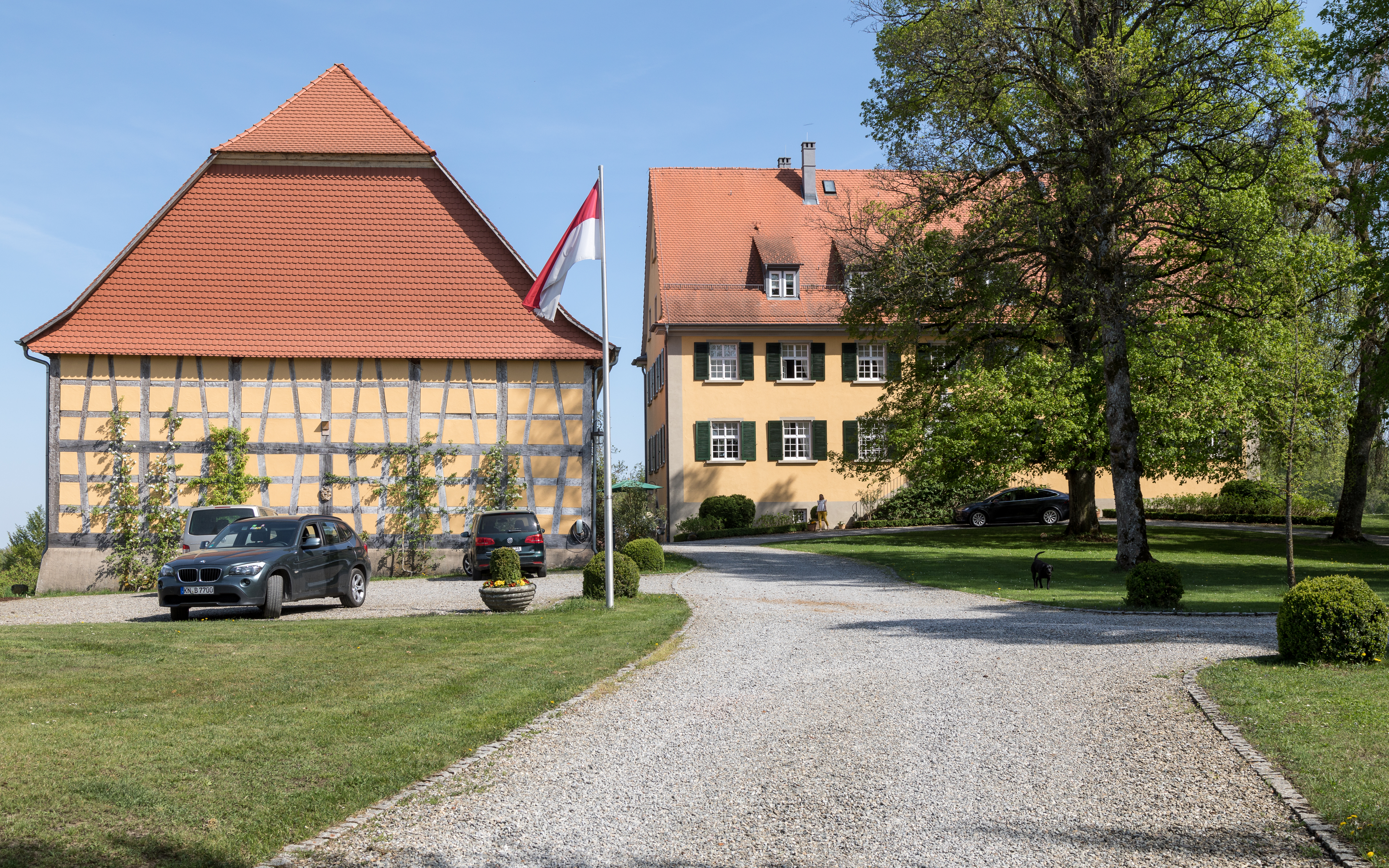
Schloss Langenrain
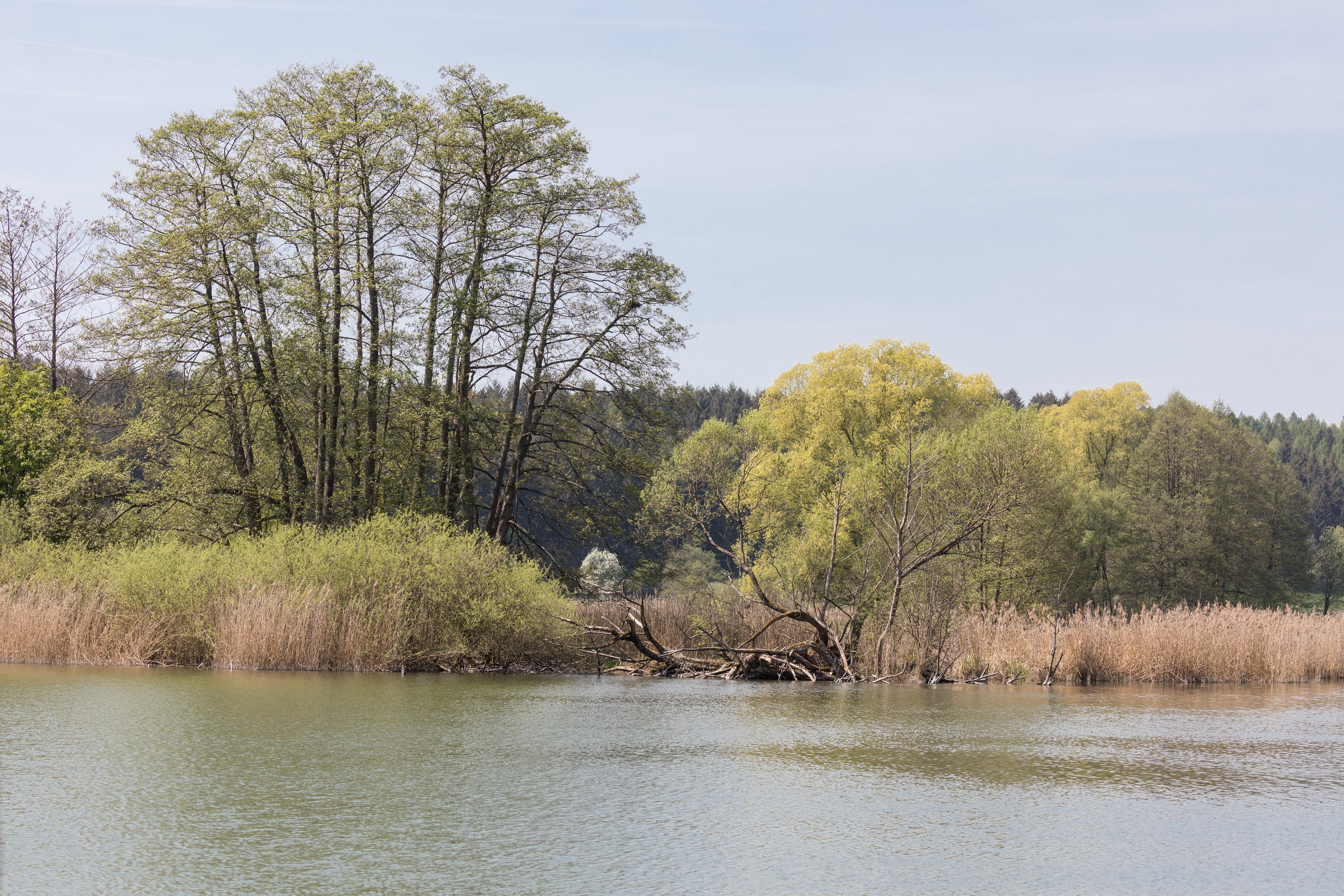
NSG Mindelsee (Allensbach)

## Persönlichkeiten

### Ehrenbürger
- Elisabeth Noelle-Neumann (1916–2010), Gründerin des Instituts für Demoskopie Allensbach (IfD)
- Julius Boltze, Verleger, Heimatforscher und Mitgründer des Heimatgeschichtsvereins Arbeitsgemeinschaft Allensbach e. V. (AGA)

### Söhne und Töchter der Stadt
- Rolf Andra (* 1907 in Hegne als Josef Fuchs; † 1998 ebenda), Zauberkünstler und Fachautor
- Niklaus Schradin (* in Allensbach; † zwischen Februar 1506 und 1518 in Luzern), Chronist und Schreiber in Diensten der Fürstabtei St. Gallen und der Stadt Luzern
- Gallus Zembroth (1589–1662), Weinbauer, Kommunalpolitiker und Chronist

### Andere Persönlichkeiten
- Hermann Dietrich (1879–1954), Politiker der Deutschen Demokratischen Partei sowie Minister und Vizekanzler in der Weimarer Republik, lebte nach 1945 in Allensbach
- Otto Marquard (1881–1969), Maler, Künstler und Widerstandskämpfer, lebte in Allensbach[22]
- Ilna Ewers-Wunderwald (1885–1975), Illustratorin, Übersetzerin, Modedesignerin, Zeichnerin und Malerin des Jugendstils, lebte ab 1941 bis zu ihrem Tod in Allensbach
- Kilian Weber (1887–1954), Heimatforscher, 1939/40 Lehrer in Allensbach
- Richard Dilger (1887–1973), Landschaftsmaler, lebte und starb in Allensbach
- Fritz Mühlenweg (1898–1961), Maler und Schriftsteller, lebte und starb in Allensbach
- Elisabeth Mühlenweg (1910–1961), Malerin und Illustratorin, lebte und starb in Allensbach
- Walter Tilgner (* 1934), Biologe, Naturfotograf und Tontechniker, lebt mit seiner Frau Heidrun in Allensbach
- Gaby Hauptmann (* 1957), Schriftstellerin, lebt in Allensbach